# Равеннский собор

Общий вид

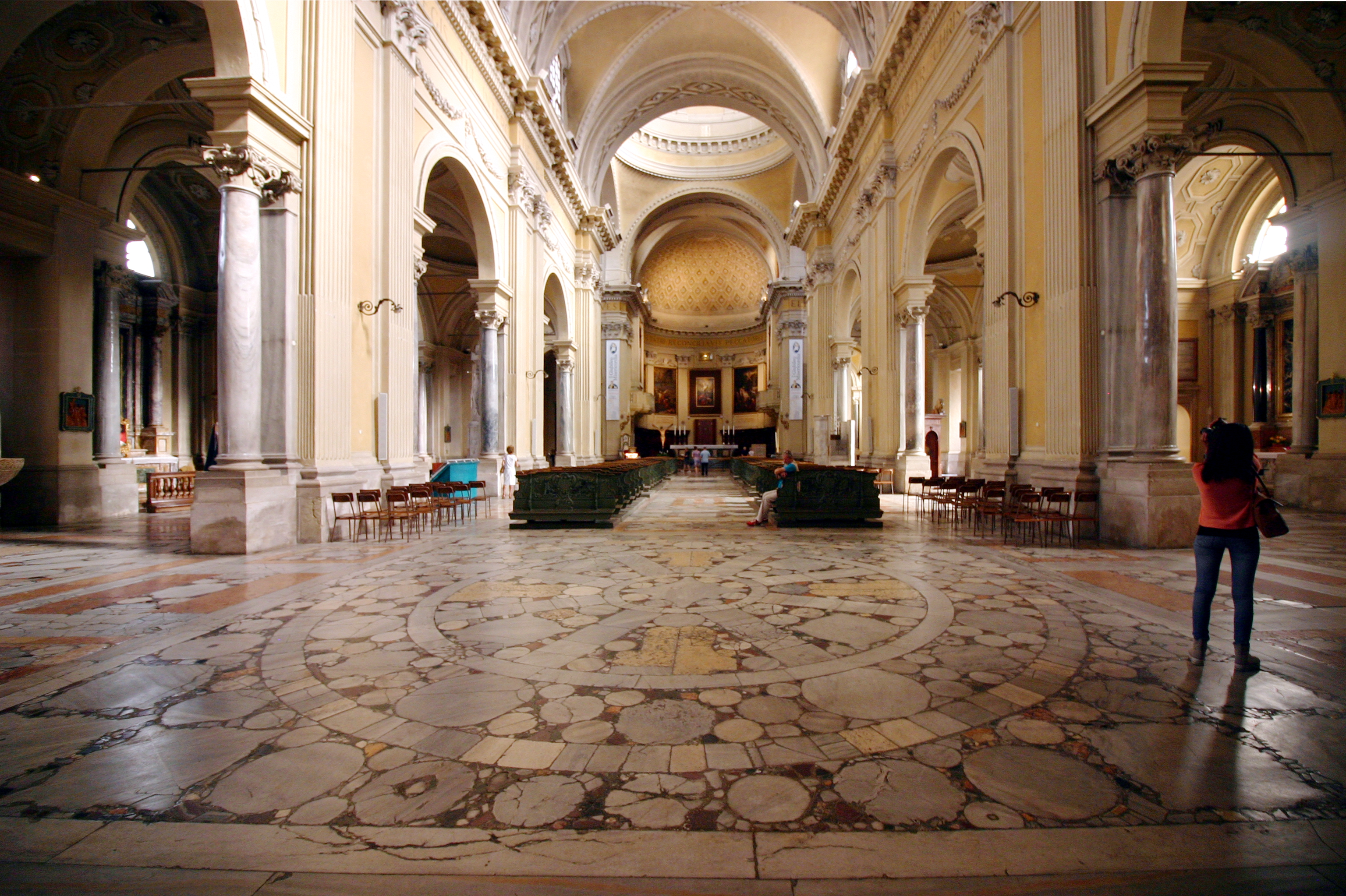
Неф собора

Собор Воскресения Христова (итал. Duomo della Santa Resurrezione di Nostro Signore Gesù Cristo, или Собор Воскресения Христова) — кафедральный собор Равенны (Италия), в сени которого сохранился памятник раннехристианской архитектуры — баптистерий православных V века. 
Первый кафедральный собор был построен в начале V века (заложен в конце IV в. в епископство Урса, отсюда название Урсианова базилика) и был посвящён Воскресению Христову. От первоначальной постройки сохранились лишь незначительные фрагменты, представленные в экспозиции Архиепископского музея Равенны. К 1733 году постройка стала ветхой и её полностью разобрали, сохранив лишь цилиндрическую кампанилу X века. Строительство нового собора было поручено архитектору из Римини Джан-Франческо Буонамичи. В 1749 году состоялось торжественное освящение собора во имя Воскресения Христова. 
Фасад собора украшен трёхарочным портиком, в который вмонтированы четыре колонны от изначальной постройки. К фасаду обращена статуя Девы Марии, установленная на высоком столбе в 1830 году по указанию папы Климента VIII. Собор имеет три нефа, длина центрального — 60 метров. Внутри собора расположены многочисленные памятники раннехристианского искусства (саркофаги V века, амвон епископа Агнеллуса, украшенный многочисленными декоративными панно и др.).
В правом трансепте расположена барочная капелла Санта Мария дель Судоре, в которой находится почитаемый в Равенне образ Девы Марии. В капелле находятся два раннехристианских саркофага:
- один использован для погребения монсеньора Ринальдо да Конкорреджо, епископа Равенны времён Данте. Саркофаг украшен изображением Христа с Евангелием в руке, сидящего на троне, из под которого вытекают четыре библейских реки, по сторонам от него стоят апостолы Пётр и Павел, обрамлённые пальмами;
- саркофаг V века, в который в 1658 году поместили мощи святого Барбатиана, советника и духовника Галлы Плацидии, местночтимого святого Равенны.